# Yasodari Sánchez
Yasodari Sánchez Zavala (Monterrey, Nuevo León, México, 1976) es una artista, académica y documentalista mexicana. Es ganadora becas y distinciones por su obra relacionada con las comunidades migrantes, indígenas, de obreros y músicos de la zona metropolitana de Monterrey.

## Trayectoria
Es egresada de la Facultad de Artes Visuales de la Universidad Autónoma de Nuevo León, con una Maestría en Difusión Cultural por la misma institución.
Ha participado en exposiciones colectivas en México, Colombia, Argentina, Estados Unidos y España, así como festivales de cine en México y Latinoamérica.
En 2013 fue beneficiaría del programa Financiarte del Consejo para la Cultura y las Artes de Nuevo León (Conarte).
En 2016 fue seleccionada para participar en Arandu Muestra Latinoamericana de Cine Indígena y Comunitario en Buenos Aires.
En 2017 su obra se expuso como parte de la Bienal Nacional de Artemergente y Arte de Nuevo León en la Nave Generadores del Centro de las Artes de Nuevo León. Y el siguiente año, 2018, fue seleccionada como parte de la exposición colectiva Premio Estatal Nuevo León.
En 2019 fue incluida en el Sistema Nuevo León para el Impulso Artístico y la Creación de Conarte en la categoría de Artes Visuales. Este mismo año tuvo una mención honorífica en el Premio Estatal de Arte Nuevo León.
Se ha desempeñado como docente en la Facultad de Artes Visuales de la Universidad Autónoma de Nuevo León.
En 2023 fue galardonada con el Premio a las Artes UANL en la categoría Artes Visuales.

#### Trabajo con comunidades
En el trabajo Ta andu: los que estamos aquí en codirección con Ángela Chapa, Sánchez abordó la situación de los indígenas urbanos de Monterrey, la discriminación que viven estas comunidades, así como sus formas de resistencia y convivencia.
En colaboración con estudiantes de la Facultad de Artes Visuales de la UANL, Sánchez desarrolló una serie fotográfica accesible mediante la lectura de un código QR para hacer referencia al pasado industrial del Parque Fundidora. Su propósito es que los visitantes del parque conozcan la historia obrera del lugar, para ello se realizaron también entrevistas con extrabajadores de Fundidora Monterrey. Sobre este mismo tema también participó en la realización colectiva de la pieza Reconstrucción que dio origen a la creación una escultura pública que emula el silbato de la extinta siderúrgica, cuyo sonido era una referencia acústica para los habitantes del centro de Monterrey.
En su trabajo acerca del sonidero y la cumbia colombiana en Monterrey, los proyectos de investigación-creación de Yasodari Sánchez han ido encaminados en la valoración de este género como parte del patrimonio musical de Nuevo León.
En el contexto de la pandemia por el Covid-19, realizó diferentes intervenciones en el espacio público de Monterrey donde colocó un estudio fotográfico callejero para tomar retratos que ayudaran a la ciudadanía para la búsqueda de empleo.

### Obra artística
| Título de obra                                              | Año  | Exposición                                                                                                  |
| ----------------------------------------------------------- | ---- | --- |
| Uso de suelo (Serie 1 y 2)                                  | 2015 | IV Bienal Ciudad Juárez/ El Paso, Museo de Arte de Ciudad Juárez, Chihuahua, México                         |
| PostCard                                                    | 2016 | exposición colectiva Casa de la Cultura, Monterrey, Nuevo León, México                                      |
| Índices de mano y obra. Atlas de supervivencia              | 2017 | Centro Cultural Colegio Civil, UANL, Monterrey, Nuevo León, México                                          |
| Reconstrucción, trabajo colectivo con Abraham Cruz Villegas | 2018 | Parque Fundidora, Monterrey, Nuevo León, México                                                             |
| Tamaño credencial                                           | 2018 | Premio estatal Arte Nuevo León 2018, Nave Generadores, Centro de las Artes, Monterrey, Nuevo León, México   |
| Memoria de Elefante                                         | 2019 | exposición colectiva Memoria de Acero, Nave Generadores, Centro de las Artes, Monterrey, Nuevo León, México |
| La Indepe Colombiana: 40 años de un sonido                  | 2019 | Ciclo de cortometrajes de la escena sonidera, Juitepec, Morelos, México                                     |

### Filmografía
- Comunidades migrantes Monterrey, 2015, 30 min.
- Ta Andu: Los que estamos aquí, 2015, 86 min. en codirección con Ángela Chapa[18]
- A corto plazo, 2017, 32 min.

#### Como productora
- Salón Pezina, dirección Mario Cobas, 2017, 17 min.[19]